# Belița, Haskovo
Belița (în bulgară Белица) este un sat în comuna Liubimeț, regiunea Haskovo,  Bulgaria. 

## Demografie
Componența etnică a satului Belița
     Bulgari (98,45%)
     Nicio identificare (1,54%)
     Altele (0%)
La recensământul din 2011, populația satului Belița era de 324 locuitori. Din punct de vedere etnic, majoritatea locuitorilor (98,45%) erau bulgari. Pentru 1,54% din locuitori nu este cunoscută apartenența etnică.